# Liste der Biografien/Korw
Liste der Biografien |
Portal Biografien |
Personensuche
# |
A |
B |
C |
D |
E |
F |
G |
H |
I |
J |
K |
L |
M |
N |
O |
P |
Q |
R |
S |
T |
U |
V |
W |
X |
Y |
Z |
?
 
Ka |
Kb |
Kc |
Kd |
Ke |
Kf |
Kg |
Kh |
Ki |
Kj |
Kl |
Km |
Kn |
Ko |
Kp |
Kr |
Ks |
Kt |
Ku |
Kv |
Kw |
Ky |
Kx |
Kz
 
Koa |
Kob |
Koc |
Kod |
Koe |
Kof |
Kog |
Koh |
Koi |
Koj |
Kok |
Kol |
Kom |
Kon |
Koo |
Kop |
Kor |
Kos |
Kot |
Kou |
Kov |
Kow |
Kox |
Koy |
Koz
 
Kora |
Korb |
Korc |
Kord |
Kore |
Korf |
Korg |
Korh |
Kori |
Korj |
Kork |
Korl |
Korm |
Korn |
Koro |
Korp |
Korr |
Kors |
Kort |
Koru |
Korv |
Korw |
Kory |
Korz
Die Liste der Biografien führt alle Personen auf, die in der deutschsprachigen Wikipedia einen Artikel haben. Dieses ist eine Teilliste mit 6 Einträgen von Personen, deren Namen mit den Buchstaben „Korw“ beginnt.

## Korw

### Korwa
- Korwan, Franz (1865–1942), deutscher Landschaftsmaler und Kommunalpolitiker auf Sylt
- Korwar, Sarathy, amerikanischer Jazzmusiker (Tabla, Schlagzeug, Komposition)

### Korwi
- Korwin-Kossakowski, Joseph (1772–1842), litauischer General, Adjutant von Napoleon, Offizier der französischen Armee
- Korwin-Mikke, Janusz (* 1942), polnischer Politiker, Mitglied des Sejm, MdEPJanusz Korwin-Mikke (* 1942)

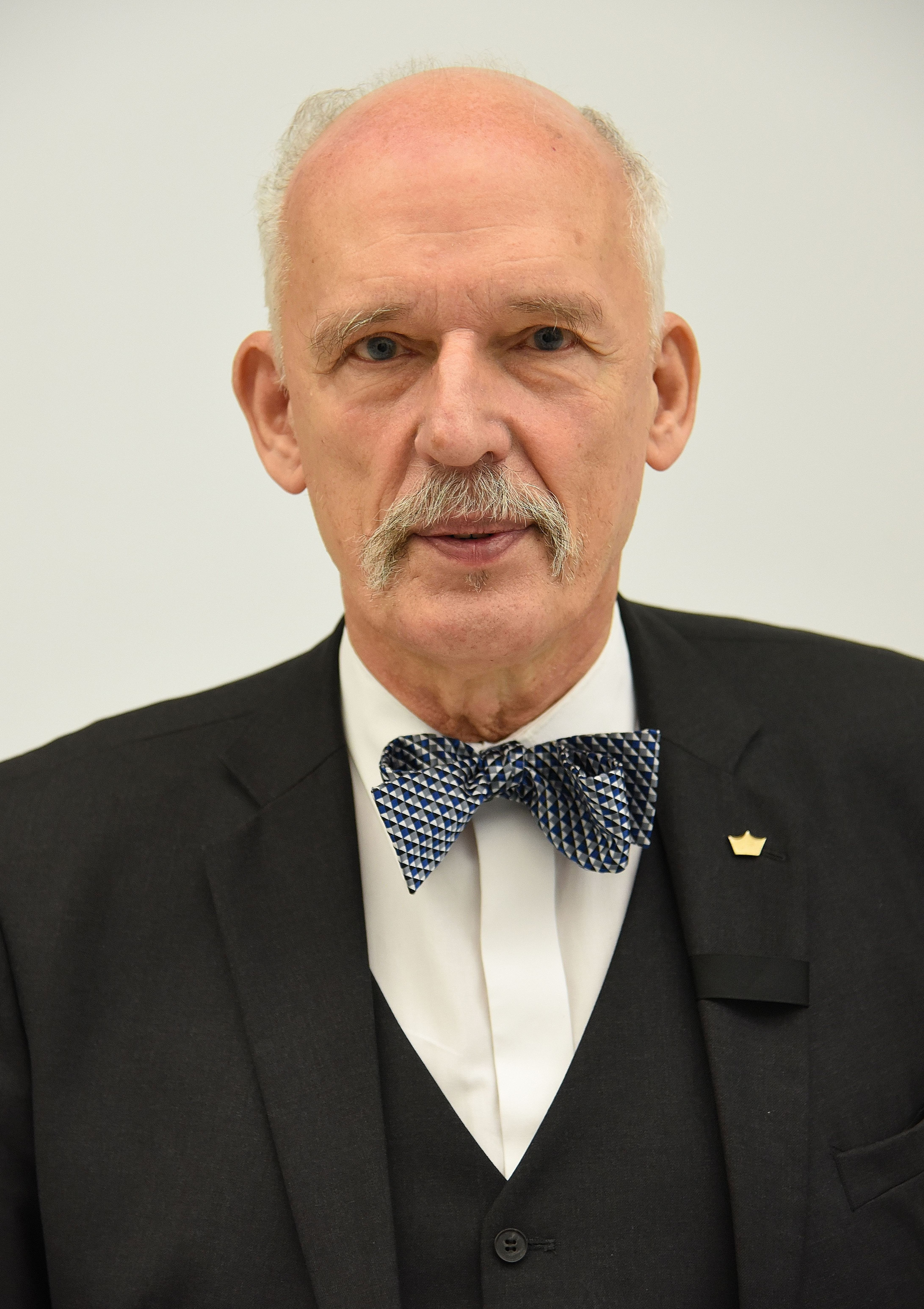
Janusz Korwin-Mikke (* 1942)

- Korwisi, Angela (* 1955), deutsche Politikerin (Die Grünen), MdL
- Korwisi, Michael (* 1952), deutscher Politiker (Bündnis 90/Die Grünen)